# Rhynchactis macrothrix
Rhynchactis macrothrix är en fiskart som beskrevs av Erik Bertelsen och Pietsch, 1998. Rhynchactis macrothrix ingår i släktet Rhynchactis och familjen Gigantactinidae. Inga underarter finns listade i Catalogue of Life.